# Список груп та скупчень галактик

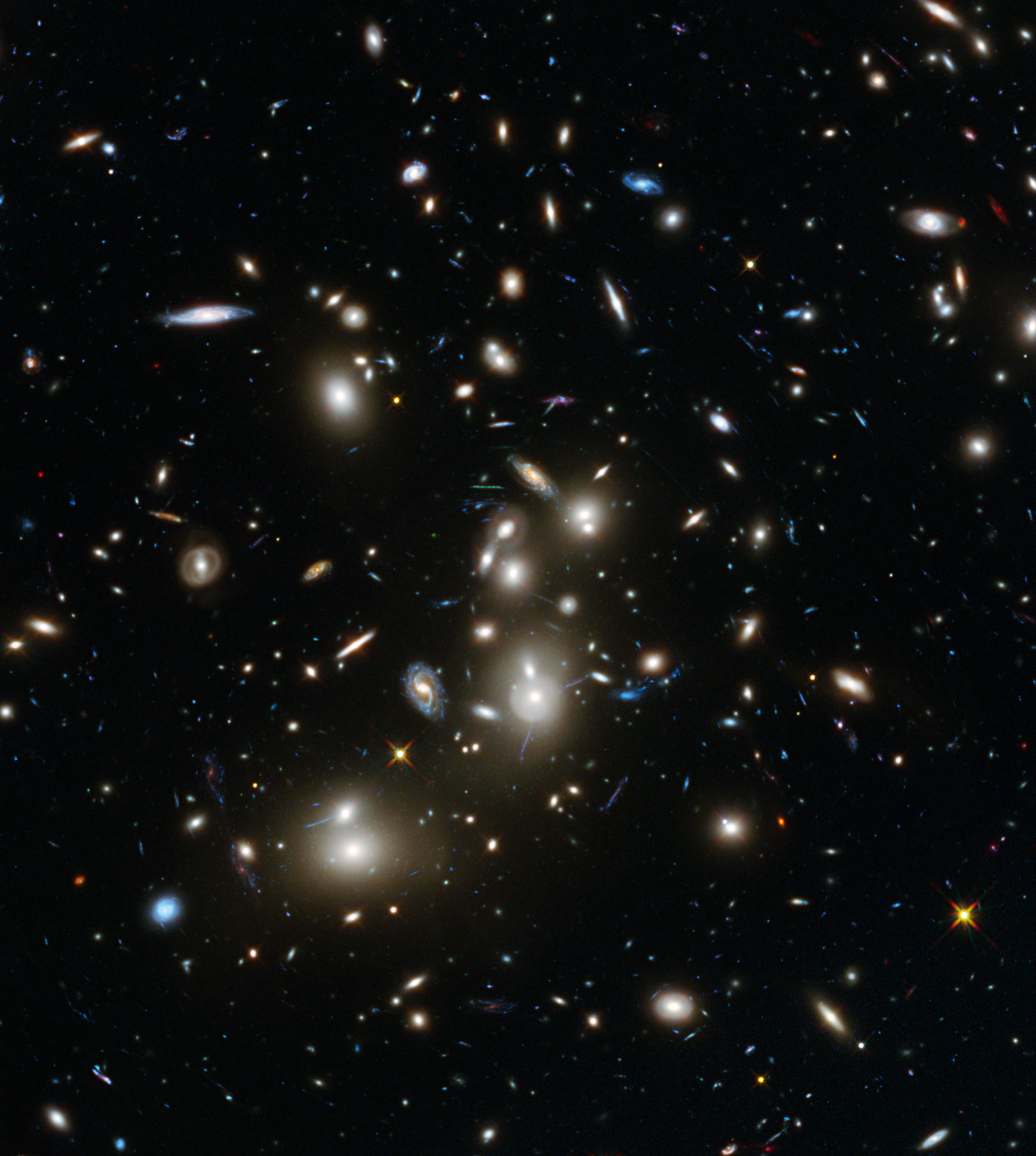
Скупчення галактик Abell 2744 — зображення інструменту «Frontier Fields» телескопу Габбл (7 січня 2014)

На цій сторінці перераховані деякі групи галактик і скупчення галактик.
Визначення параметрів скупчень галактик є неточним, оскільки багато груп ще формуються. Зокрема, скупчення, близькі до Чумацького шляху, як правило, класифікують як скупчення галактик, навіть якщо їх розміри набагато менші (і більше схожі на групу галактик), ніж більш віддалених скупчень.

## Скупчення, які демонструють докази існування темної матерії
Деякі скупчення, які демонструють переконливі докази існування темної матерії темної матерії.
| Скупчення галактик                       | Примітка |
| ---------------------------------------- | --- |
| Скупчення Куля англ. Bullet Cluster      | У цьому зіткненні двох скупчень галактик, зорі минають одне одну без проблем, а гарячий дифузний газ відчуває тертя та залишається позаду, між двома скупченнями. Газ переважає в бюджеті видимої маси скупчень — його маса у декілька разів перевищує масу всіх зір скупчень. Тим не менше ділянки з зорями показують більше гравітаційне лінзування, ніж ділянка з газом, що є вказує, що вони масивніші за газ. Тому припускається існування якоїсь темної (бо ми її не бачимо) матерії, яка не бере участь у зіткненні (інакше вона б уповільнилась, як газ), що пояснила б додаткове лінзування у інакше досить маломасивних регіонах. |
| Abell 520                                | Це також зіткнення двох скупчень галактик. Припускається, що галактики та темна матерія розділись на окремі світле та темне ядра. |
| Abell 2142                               | Зіткнення між двома масивними та яскравими на рентгенівських хвилях скупченнями галактик. |
| Cl 0024+17 (ClG 0024+16, ZwCl 0024+1652) | Це вже відносно завершене злиття скупчень галактик, результатом якого стало утворення кільця темної матерії довкола галактик, яке ще не перерозподілилось. |

## Іменовані групи і скупчення
Більшість сусідніх груп та скупчень, як правило, називаються за сузір'ям, в якому вони розташовані. Багато груп названі на честь провідної галактики в групі. Це є системою найменування ad hoc. Це список груп і скупчень галактик, які добре відомі чимсь іншим, ніж запис у каталозі або списку, координати або системним іменуванням.

### Скупчення
| Зображення                      | Скупчення галактик                        | Походження назви | Примітка                                                   |
| ------------------------------- | ----------------------------------------- | --- | ---------------------------------------------------------- |
|                                 | Скупчення Куля англ. Bullet Cluster       | Назване за форму зіткнення двох скупчень, яка схожа зіткнення кулі.                                                                                               | Скупчення також має систематичну назву 1E 0657-56          |
|                                 | Ель Гордо ісп. El Gordo                   | Назване за розмір (El Gordo бук. «товстун»), це найбільше скупчення, знайдене у віддаленому всесвіті (на відстані до нього і далі) на дату його відкриття у 2011. | Скупчення також має систематичну назву ACT-CL J0102-4915.  |
|                                 | Мушкетна кулька англ. Musket Ball Cluster | Назване у порівнянні з скупченням Куля, оскільки це старіше і більш повільне злиття скупчень, ніж у скупченні Куля.                                               | Скупчення також має систематичну назву DLSCL J0916.2+2951. |
| Темна матерія пофарбована синім | Скупчення Пандори                         | Назва через те, що результатом цього зіткнення скупчень стали різні та дивні феномени.                                                                            | Скупчення також має запис у каталозі Abell 2744.           |
|                                 | Скупчення Фенікса                         | Названо за сузір'ям Фенікс, у якому з'являється. | Також відоме як SPT-CLJ2344-4243.                          |

### Групи
| Група галактик                         | Походження назви | Примітка |
| -------------------------------------- | --- | --- |
| Місцева група                          | Наша група галактик. | |
| Група Куля англ. Bullet Group          | Назване у порівнянні зі скупченням Куля, оскільки має схожу формацію, хоч і менша | Також має систематичну назву у каталозі SL2S J08544-0121. Станом на 2014, група була найменшим за масою об'єктом, який демонстрував сепарацію між концентраціями темної та баріонної матерії. |
| англ. Burbidge Chain                   | - | - |
| Септет Коупленда англ. Copeland Septet | - | - |
| Група NGC 7331                         | Названа за найбільш яскравою галактикою групи. Також має назву «Група Дір-Лік» (англ. Deer Lick Group, «Лизунець»), яку їй дав Том Лоренцін, автор «1000+ The Amateur Astronomers' Field Guide to Deep Sky Observing», на честь Дір-Лік-Геп у горах Північної Кароліни, США, звідки цю групу особливо добре видно. | Інші галактики групи NGC 7335, NGC 7336, NGC 7337 та NGC 7340 також ласкаво називають «блошками». |
| Трійнята Лева англ. Leo Triplet        | Містить лише три галактики. | Розташована в напрямку сузір'я Лева |
| англ. Markarian's Chain                | Ця смуга галактик формує частину Надскупчення Діви. | |
| Квартет Роберта англ. Robert's Quartet | Назву дали Халтон Арп та Баррі Мадор, які склали «A Catalogue of Southern Peculiar Galaxies and Associations» у 1987 р. | Ця компактна група галактик розташована на відстані 160 млн світлових років від Землі у напрямку сузір'я Фенікс. |
| Секстет Сейферта                       | Названа на честь відкривача, Карла Сейферта. На час відкриття здавалось, що у групі шість зовнішніх туманностей. Інша назва- «Секстет NGC 6027», за найяскравішою галактикою-членом. | У групі насправді лише 5 галактик та лише 4 галактики у компактній групі. Одна зі спостережуваних галактик є розташованим позаду групи гравітаційно не пов'язаним об'єктом. Інша з «галактик» насправді є продовженням взаємодіючої системи — припливним потоком, створеним злиттям. Тому більш правильно групу називати HCG 79. HCG 79 розташована у 190 мільйонах світлових років у напрямку сузір'я Голова Змії. |
| Квінтет Стефана (Квартет Стефана)      | Названі на честь відкривача, Едуарда Стефана. | У компактній групі насправді лише 4 галактики, а п'ята просто розташована попереду групи. Тому більш правильна назва групи — HCG 92, оскільки квінтет стосується візуальної збірки, а не групи. Справжню групу також називають Квартет Стефана |
| Трійнята Вайлда англ. Wild's Triplet   | - | - |
| Трійнята Цвіккі англ. Zwicky's Triplet | - | - |

## Групи, які видно неозброєним оком
Місцева група містить найбільшу кількість галактик, видимих неозброєним оком. Однак її галактики на небі візуально не об'єднані, крім двох Магелланових Хмар. Група IC342/Маффей, найближча група галактик до Локальної групи, була б видима неозброєним оком, якби не була затемнена зорями та газопиловими хмарами спіральних рукавів Чумацького Шляху.
| Група галактик      | Видимі галактики | Примітки |
| ------------------- | ---------------- | --- |
| Місцева група       | 5                | Крім Чумацького Шляху, неозброєним оком видно ще лише 4 галактики.                                                                    |
| Група Центавр A/M83 | 2                | Галактику Центавр A неозброєним оком бачив С.Дж. О'Міра; також за повідомленнями неозброєним оком бачили галактику Південна Вертушка. |
| Група M81           | 1                | Неозброєним оком видно лише галактику Боде (M81, NGC 3031).                                                                           |

## Перші у категорії
| Перше відкрите     | Назва                                      | Дата       | Примітки                    |
| ------------------ | ------------------------------------------ | ---------- | --------------------------- |
| Скупчення галактик | Скупчення галактик у сузір'ї Діви          | 1784       | Відкриті Шарлем Мессьє.     |
| Група галактик     | -                                          | -          | -                           |
| Компактна група    | Чотири найяскравіші члени Квінтета Стефана | 1877       | Відкриті Едуардом Стефаном. |
| Протоскупчення     | -                                          | -          | -                           |
| Подвійна галактика | Магелланові Хмари                          | античність | -                           |

## Крайності
У таблиці наведені крайності, відомі на поточний час.
| Титул                                      | Назва                             | Дані | Примітки |
| ------------------------------------------ | --------------------------------- | --- | --- |
| Найбільш віддалене скупчення галактик      | CL J1001+0220                     | червоний зсув z=2,506 | Станом на серпень 2016 р. |
| Найближче скупчення галактик               | Скупчення галактик у сузір'ї Діви | Скупчення галактик у сузір'ї Діви розташоване у центрі Надскупчення Діви. Місцева група є членом надскупчення, але не членом скупчення Діви. | |
| Найбільш віддалена група галактик          |                                   | | |
| Найближча група галактик                   | Місцева група                     | 0 | Наша галактика належить до цієї групи                                                                                         |
| Найближча сусідня група галактик           |                                   | | |
| Найбільш віддалене прото-скупчення         | BoRG-58                           | z≈8 | |
| Найближче прото-скупчення                  |                                   | | |
| Найбільш віддалене масивне прото-скупчення | COSMOS-AzTEC3                     | z=5,3 12,6 млрд. світлових років | [ 21 ] [ 22 ] |
| Найменш масивна група галактик             |                                   | | |
| Найбільш масивне скупчення галактик        | RX J1347.5-1145                   | маса = 2,0 ± 0,4 × 1015 MСонця | - відстань: z= 0,451 - Lрент = 6.0 ± 0,1 × 1045 ерг/с у енергетичному діапазоні [2-10] keV - температура: kT = 10,0 ± 0,3 keV |

## Найближчі групи
| Група галактик | Відстань  | Червоний зсув (z) | Швидкість віддалення (км/с) | Примітка |
| --- | --------- | ----------------- | --------------------------- | --- |
| Місцева група | -         | -                 | -                           | Чумацький Шлях належить до Місцевої групи. |
| LGG 104 (група IC 342/Маффей, група IC 342/Маффей 1, група IC 342 Maffei 1-2) | -         | 0.000868          | 260                         | Група IC 342/Maffei включає дві підгрупи, підгрупу IC 342 та підгрупу Маффей 1.                                                                                  |
| Група M81 (група NGC 3031) | 3,5 мпк   | 0,001115          | 334                         | [ 25 ] |
| Група Центавр А/M83 (Centarus A Group, M83 Group) | 3,66 мпк  | 0.000999          | 299                         | Група Центавр А/M83 включає дві підгрупи, підгрупуs Центавр А (Centaurus A Group, NGC 5128 Group, LGG 344) та підгрупу M83 (M83 Group, NGC 5236 Group, LGG 355). |
| Група Скульптора (група Південного Полюса) | 3,9 мпк   | -                 | -                           | - |
| Група Гончих Псів (група Гончих Псів I, група M94, група NGC 4736, LGG 291) | 4 мпк     | 0,001612          | 483                         | - |
| група NGC 1023 (LGG 70) | 6,12 мпк  | 0,002926          | 877                         | - |
| група M101 (група NGC 5457, LGG 371) | 7,33 мпк  | 0,001288          | 386                         | - |
| група NGC 2997 (LGG 180) | 7,66 мпк  | 0,002615          | 784                         | - |
| група Гончих Псів II | 8 мпк     | -                 | -                           | - |
| група M51 (група NGC 5194, LGG 347) | 9,5 мпк   | 0,001850          | 555                         | |
| Трійнята Лева (група M66, група NGC 3627, LGG 231) | 10,75 мпк | 0,002207          | 662                         | - |
| група Лева (група Льва I, група M96, група NGC 3379, LGG 217) | 11,66 мпк | 0,002267          | 680                         | - |
| група Дракона | 12,25 мпк | -                 | -                           | - |
| LGG 396 (група NGC 5866, група NGC 5907) | -         | 0,003020          | 905                         | - |
| група Великої Ведмедиці (група Великої Ведмедиці I, група M109, група NGC 3992, група NGC 3726, LGG 258) | 16,88 мпк | 0,003388          | 1016                        | |
| - мпк позначає мільйони парсеків, вимір відстані (1 мпк = 3,26 млн світлових років). - z позначає червоний зсув, вимір швидкості віддалення та передбачувану відстань внаслідок космологічного розширення. Однак у наведеному контексті розташування, спостережувані червоний зсув та швидкість віддаленні є наслідком доплерівського зсуву світла. - Відстані від Землі. |           |                   |                             | |

## Найближчі скупчення
| Скупчення галактик | Відстань | Червоний зсув (z) | Швидкість віддалення (км/с) | Примітки |
| --- | -------- | ----------------- | --------------------------- | --- |
| Скупчення галактик у сузір'ї Діви | 18 мпк   | 0,0038            | 1139                        | Скупчення розташоване у ядрі Надскупчення Діви. Місцева група є членом надскупчення, але не є членом скупчення. |
| Скупчення Печі (Abell S 373, AM 0336-353, MCL 52) | 19 мпк   | 0,0046            | 1379                        | |
| Скупчення Насоса (Abell S636) | 40,7 мпк | 0,0087            | 2608                        | Також називають групою Насоса.                                                                                  |
| Скупчення Центавра (Abell 3526, Cl 1247-4102) | -        | 0,0110            | 3298                        | |
| Скупчення Гідри (Скупчення Гідри I, Abell 1060, Cl 1034—2716) | -        | 0,0114            | 3418                        | |
| - мпк позначає мільйони парсеків, вимір відстані (1 мпк = 3,26 млн світлових років). - z позначає червоний зсув, вимір швидкості віддалення та передбачувану відстань внаслідок космологічного розширення. - Відстані від Землі. |          |                   |                             | |

## Віддалені скупчення
| Скупчення галактик | Відстань | Примітки |
| ------------------ | -------- | -------- |
| Не має записів     |          |          |

| Скупчення галактик | Дата        | Червоний зсув (z)             | Швидкість віддалення (км/с) | Примітки |
| --- | ----------- | ----------------------------- | --------------------------- | --- |
| CL J1001+0220 | 2016 −      | 2,506                         | -                           | |
| CL J1449+0856 (ClG J1449+0856) | 2011–2016   | 2,07                          | -                           | [ 27 ] [ 28 ] [ 29 ] |
| JKCS 041 | 2009–2011   | 1,9                           | -                           | - |
| XMMXCS 2215—1738 (XMMXCS 2215.9-1738) | 2006–2009   | 1,45                          | -                           | XMM-XCS 2215—1738 також є найбільш масивним з відкритих молодих скупчень. |
| ISCS J143809+341419 | 2005–2006   | 1,41                          | -                           | [ 32 ] [ 33 ] |
| XMMU J2235.3-2557 | 2005        | 1,393                         | -                           | [ 34 ] [ 35 ] [ 36 ] |
| RDCS 0848+4453 (RDCS0848.6+4453, RX J0848+4453, ClG 0848+4453) | 1997–       | 1,276                         | -                           | ClG 0848+4453 утворює надскупчення з двох скупчень зі скупченням RDCS J0849+4452 |
| скупчення довкола 3C 324 | 1984–       | 1.206                         | -                           | На той час, блакитна компактна галактика 3C 324 була найбільш віддаленою неквазарною галактикою. |
| Cl 1409+524 | 1960–1975   | 0,461                         | -                           | Вимір червоного зсуву 3C 295 1960 року також визначив у розташування її скупчення. На той час, 3C 295 також була найбільш віддаленою галактикою. |
| Abell 732 (тьмяніше скупчення Гідри Cl 0855+0321) | 1951–1960   | 0.2                           | 61 000                      | Спроби визначити червоний зсув найяскравішої галактики скупчення цього скупчення Гідри робились протягом багатьох років. Ця блакитна компактна галактика також була найбільш віддаленою відомою галактикою того часу.                                                      |
| Abell 1930 (скупчення Волопаса) | 1936–1951   | 0,13                          | 39 000                      | Блакитна компактна галактика також була найбільш віддаленою відомою галактикою того часу. |
| Скупчення Близнят (Abell 568) | 1932 − 1936 | 0.075                         | 23 000                      | Блакитна компактна галактика також була найбільш віддаленою відомою галактикою того часу. |
| Скупчення Лева В. Х. Крісті | 1931–1932   | -                             | 19 700                      | Блакитна компактна галактика також була найбільш віддаленою відомою галактикою того часу. |
| Скупчення Великої Ведмедиці Боде | 1930–1931   | -                             | 11 700                      | Блакитна компактна галактика мала найбільший відомий червоний зсув на той час. |
| Скупчення Волосся Вероніки | 1929–1930   | 0,026                         | 7 800                       | Відстань до цього скупчення була визначена на основі відстані до його члена — NGC 4860. |
| Група Пегаса (LGG 473, група NGC 7619) | 1929        | 0,012                         | 3 779                       | Для визначення червоного зсуву була використана блакитна компактна галактика. Невдовзі після публікації про це, червоний зсув був визнаний прийнятним показником передбачуваної відстані.                                                                                  |
| Група Кита (Холмберг 45, LGG 27) | 1921–1929   | 0,006                         | 1 800                       | NGC 584 (Дреєр 584) була використана для визначення червоного зсуву цієї групи. |
| Скупчення галактик у сузір'ї Діви | 1784–1921   | 59 млн.св.р. (18 мпк) z=0,003 | 1 200                       | Це було перше помічене скупчення «туманностей», які пізніше будуть визнані галактиками. Перші червоні зсуви до галактик скупчення були визначені у 1910-ті роки. «Туманності» були визнані галактиками у 1920-ті, а відстань до скупчення була розрахована у 1930-ті роки. |
| - млн.св.р. позначає мільйони світлових років, вимір відстані. - мпк позначає мільйони парсеків, вимір відстані (1 мпк = 3,26 млн світлових років). - z позначає червоний зсув, вимір швидкості віддалення та передбачувану відстань внаслідок космологічного розширення. - Відстані від Землі. |             |                               |                             | |

- У 2003 році RDCS 1252-29 (RDCS1252.9–2927) на z=1.237 було визнане як найбільш віддалене багате скупчення, що протрималось до 2005 р.[56][57]
- У 2000 році було повідомлене про скупчення у полі квазара QSO 1213-0017 на z=1,31 (сам квазар лежить на z=2,69)[58]
- У 1999 році скупчення RDCS J0849+4452 (RX J0849+4452, RXJ0848.9+4452) було знайдено на z=1,261[59][60]
- In 1995 and 2001, the cluster around 3C 294 was announced, at z=1.786[61]
- У 1992 році спостереження у полі скупчення Cl 0939+4713 виявили щось схоже на приховане позаду скупчення довкола квазара. Відстань до квазара була виміряна як z=2,055 і було висловлене припущення, що відстань до цього фонового скупчення та сама.[62][63][64][65]
- У 1975 році відстань до галактики 3C 123 та її скупчення галактик була неправильно визначена на z=0,637 (більш точно z=0,218)[66][67]
- У 1958 році відстань до скупчень Cl 0024+1654 та Cl 1447+2619 були оцінені на z=0,29 та z=0,35 відповідно, однак вони не були спектроскопічно знайдені.

## Віддалені прото-скупчення
| Прото-скупчення галактик | Відстань | Примітки |
| ------------------------ | -------- | -------- |
| Не має записів           |          |          |

| Прото-скупчення галактик                             | Дата  | Червоний зсув (z) | Примітки                                                                                       |
| ---------------------------------------------------- | ----- | ----------------- | ---------------------------------------------------------------------------------------------- |
| BoRG-58                                              | 2012  | ~ 8               | [ 68 ]                                                                                         |
| COSMOS-AzTEC3                                        | 2011– | 5,3               | Розташоване у сузір'ї Секстант, видається, що скупчення включає 11 молодих маленьких галактик. |
| Прото-скупчення довкола радіогалактики TN J1338-1942 | 2002– | 4,11              | [ 70 ] [ 71 ] [ 72 ] [ 73 ]                                                                    |
| Прото-скупчення довкола 3C 368                       | 1982– | 1,13              | [ 74 ]                                                                                         |

- У 2002 році було відкрито дуже велике та багате (насичене) прото-скупчення (найбільш віддалене прото-надскупчення галактик) у полі скупчення галактик MS 1512+36, довкола гравітаційно лінзованої галактики MS 1512-cB58, на z=2,724[73][75].

## Помилкові скупчення
Деколи повідомляється про виявлення скупчень галактик, які не є справжніми скупченнями або надскупченнями. Після детальнішого дослідження розташувань галактик-членів пропонованого скупчення, їх відстаней, пекулярних швидкостей та зв'язувальної маси, деколи виявляється, що ці «скупчення» є випадковою суперпозицією на небосхилі.
| Колишні скупчення           | Примітки |
| --------------------------- | --- |
| Скупчення Рака              | Було виявлено, що це скупчення є випадковим набором груп галактик. |
| Хмара Волосся Вероніки-Діви | Рання ідентифікація Хмари Волосся Вероніки-Діви насправді була помилковою через суперпозицію Надскупчення Діви та Надскупчення Волосся Вероніки і не була «Надскупченням Волосся Вероніки — Діви». |